# Praon coreanum
Praon coreanum är en stekelart som beskrevs av Hajimu Takada 1979. Praon coreanum ingår i släktet Praon och familjen bracksteklar. Inga underarter finns listade i Catalogue of Life.